# Juri Tatsumi
Juri Tatsumi –en japonés, 巽 樹理, Tatsumi Juri– (Osakasayama, 5 de septiembre de 1979) es una deportista japonesa que compitió en natación sincronizada.
Participó en dos Juegos Olímpicos de Verano en los años 2000 y 2004, obteniendo dos medallas, plata en Sídney 2000 y plata en Atenas 2004. Ganó tres medallas en el Campeonato Mundial de Natación, en los años 2001 y 2003.

## Palmarés internacional
| Juegos Olímpicos   | Juegos Olímpicos   | Juegos Olímpicos | Juegos Olímpicos  |
| Año                | Lugar              | Medalla          | Prueba            |
| ------------------ | ------------------ | ---------------- | ----------------- |
| 2000               | Atenas (Grecia)    | Medalla de plata | Equipo            |
| 2004               | Atenas (Grecia)    | Medalla de plata | Equipo            |
| Campeonato Mundial |                    |                  |                   |
| Año                | Lugar              | Medalla          | Prueba            |
| 2001               | Fukuoka (Japón)    | Medalla de plata | Equipo            |
| 2003               | Barcelona (España) | Medalla de oro   | Combinación libre |
| 2003               | Barcelona (España) | Medalla de plata | Equipo            |